# Wereldorganisatie voor diergezondheid
De Wereldorganisatie voor diergezondheid werd in 1924 door 28 landen opgericht als Office International des Epizooties (OIE). In mei 2003 veranderde de organisatie zijn naam officieel in World Organisation for Animal Health (WOAH). Inmiddels telt de organisatie 167 leden. Aanleiding tot de oprichting was een uitbraak van runderpest in België door de import van runderen uit India.
De organisatie houdt zich bezig met het verzamelen, analyseren en verspreiden van wetenschappelijke veterinaire informatie. De WOAH heeft de volgende doelen:
- het waarborgen van transparantie in de wereldwijde situatie van dierziekten en zoönosen
- het voorzien in kennis en het promoten van internationale solidariteit in de bestrijding van dierziekten
- het waarborgen van de wereldhandel door het opstellen van standaarden voor de internationale handel in dieren en dierlijke producten
- het ondersteunen van nationale dierenartsenorganisaties
- wetenschappelijke veterinaire informatie verzamelen, analyseren en verspreiden

## Dierziektenlijsten
De WOAH verdeelt dierziekten in twee lijsten, een A- en een B-lijst.

### Dierziektenlijst A
Lijst A vermeldt besmettelijke ziekten die zich zeer snel kunnen verspreiden. Deze ziekten kunnen gevolgen hebben voor de volksgezondheid. Ook kunnen ze socio-economische gevolgen hebben. Daarnaast is kennis over deze ziekten belangrijk voor de handel in dieren en dierlijke producten.
Op lijst A staan:
- Afrikaanse paardenpest (APP)
- Afrikaanse varkenspest (AVP)
- Blaasjesziekte (SVD)
- Blauwtong
- Contagieuze boviene pleuropneumonie(CBPP)
- Klassieke varkenspest (KVP)
- Pest bij kleine herkauwers (PPR)
- Mond-en-klauwzeer (MKZ)
- Nodulaire dermatose (LSD)
- Riftdalkoorts (RVF)
- Runderpest (RP)
- Schapen- en geitenpokken (SGP)
- Vesiculaire stomatitus (VS)
- Vogelgriep (AI)
- Ziekte van Newcastle (NCD)

### Dierziektenlijst B
Lijst B bevat besmettelijke ziekten die zich minder snel verspreiden dan de dierziekten van lijst A. De ziekten op lijst B hebben ook socio-economische gevolgen of gevolgen voor de volksgezondheid en bovendien is kennis over deze ziekten belangrijk voor de handel in dieren en dierlijke producten. Op lijst B staan ongeveer 100 dierziekten.